# 亚美尼亚葡萄酒

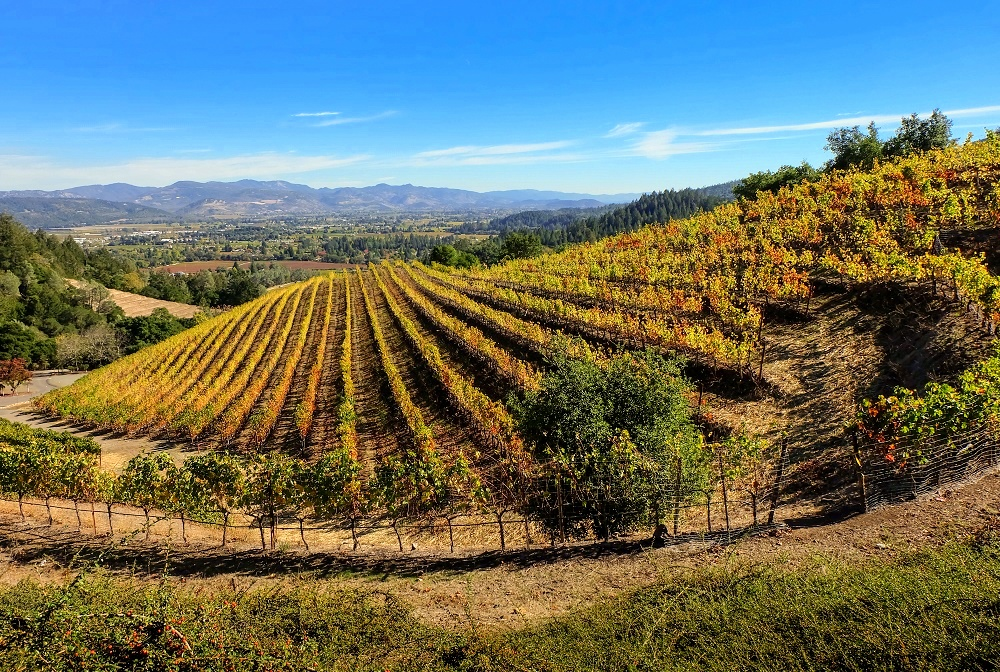
塔武什州伊傑萬的葡萄園

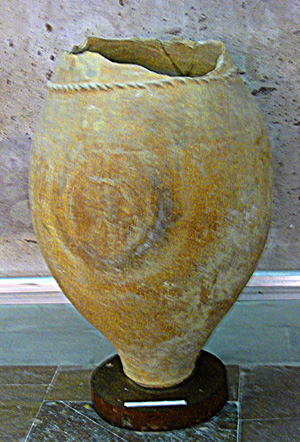
烏拉爾圖葡萄酒陶器，亞美尼亞語稱為“karas”，出自亞馬維爾州的阿爾吉什蒂希尼利 (Argishtikhinili)，其歷史可以追溯到公元前8世紀

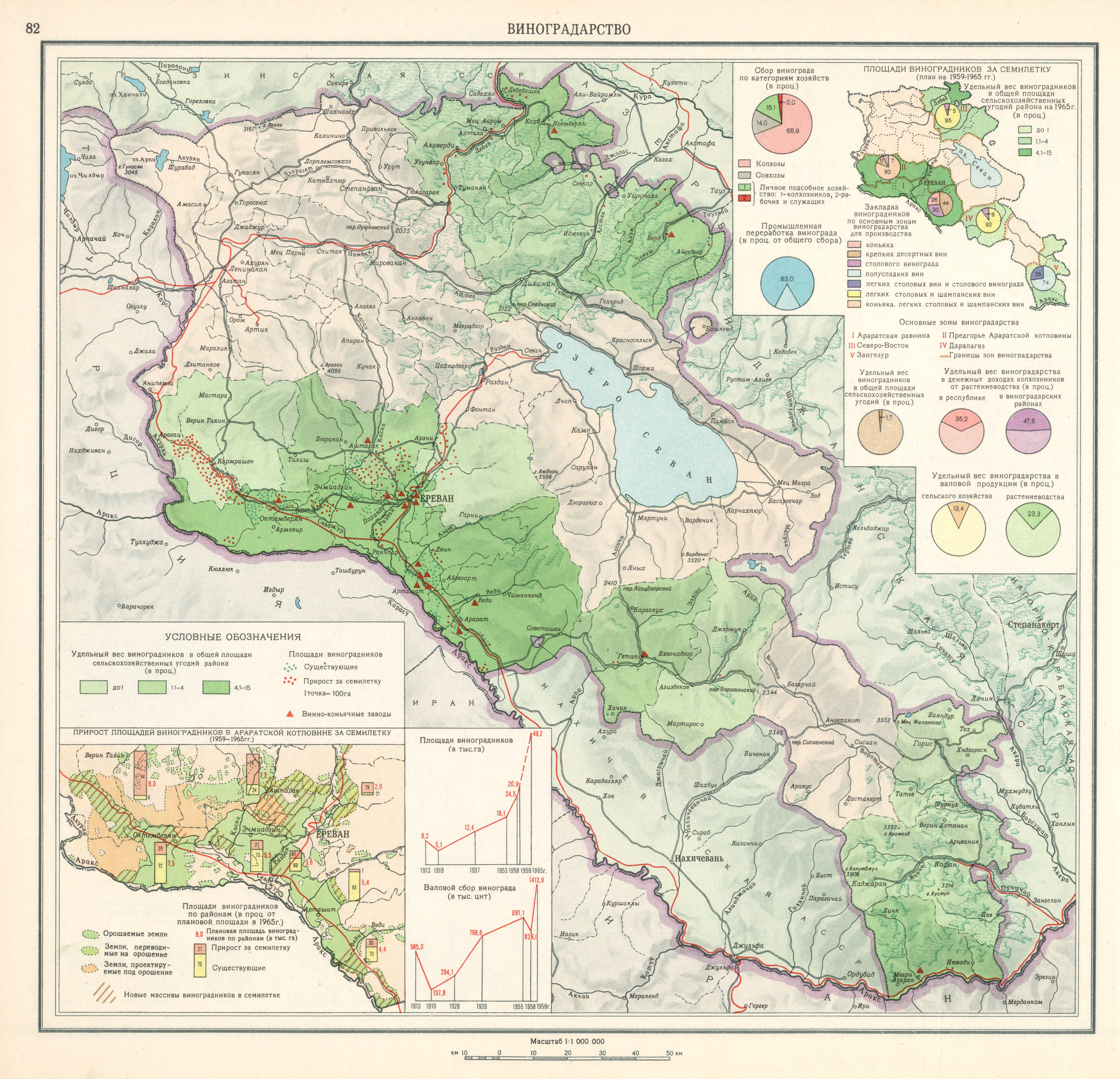
亞美尼亞蘇維埃社會主義共和國葡萄酒產區地圖（1961年）

亚美尼亚葡萄酒是在亚美尼亚生產的葡萄酒。自古以來，亞美尼亞就以其釀酒傳統而聞名，至今仍保留著這項傳統。在阿雷尼洞穴中發現的古老釀酒廠的歷史可以追溯到公元前4,100年，是迄今為止世界上發現的最古老的釀酒廠。根據國際葡萄與葡萄酒組織（OIV）2007年的數據，亞美尼亞生產了4.3萬百升葡萄酒。